# My Oasis
"My Oasis" é uma canção do cantor britânico Sam Smith, gravada para seu terceiro álbum de estúdio Love Goes (2020). Conta com participação do cantor nigeriano Burna Boy. A canção foi escrita por Smith, Damini Ogulu e Jimmy Napes, sendo produzida por este último com Ilya. Foi lançada como primeiro single do álbum em 30 de julho de 2020, pela gravadora Capitol Records.

## Antecedentes
A canção foi reproduzida pela primeira vez no programa Annie Mac Show da BBC Radio 1. Falando sobre a música, Smith disse: "Esta faixa tem sido um belo lançamento de emoções para mim durante este tempo. Sou fã do Burna Boy há anos e estou tão feliz por ter uma música com ele".

## Desempenho nas tabelas musicais

### Posições
| Tabela musical (2020)                             | Melhor posição |
| ------------------------------------------------- | -------------- |
| Austrália (ARIA)                                  | 84             |
| Bélgica (Ultratop da Valônia)                     | 2              |
| Canadá (Canadian Hot 100)                         | 70             |
| Croácia (HRT)                                     | 73             |
| Escócia (Official Charts Company)                 | 75             |
| Estados Unidos (Billboard Bubbling Under Hot 100) | 12             |
| Hungria (Single Top 40)                           | 39             |
| Irlanda (IRMA)                                    | 43             |
| Nova Zelândia (RMNZ)                              | 5              |
| Reino Unido (UK Singles Chart)                    | 40             |
| Suécia (Sverigetopplistan)                        | 1              |
| Suíça (Schweizer Hitparade)                       | 52             |

## Históricos de lançamentos
| Local     | Data de lançamento  | Formato(s)                 | Gravadora(s) | Ref.   |
| --------- | ------------------- | -------------------------- | ------------ | ------ |
| Vários    | 30 de julho de 2020 | Download digital streaming | Capitol      | [ 3 ]  |
| Austrália | 30 de julho de 2020 | Rádios mainstream          | EMI Capitol  | [ 17 ] |